# Los niños tontos
Los niños tontos és un recull de vint-i-un contes escrits per Ana María Matute, publicats per primera vegada a Madrid l'any 1956 per Ediciones Arión.
Els protagonistes dels contes són nens, d'aquí el títol, però no és literatura infantil, sinó que tracta temes com la mort i la crueltat que apareixen en totes les històries. L'adjectiu tontos ("insensat") es refereix a la condició dels nens de ser marginats o exclosos tant del món adult com del món dels nens, per raons com ara la deformitat física, malalties i les diferències en la classe social.

## Argument
Els 21 contes que componen "Els nens ximples" comparteixen la temàtica de la mort, sent el tema principal en 12 d'ells i presentant-se de manera tràgica i infeliç a la resta. També es reflecteix la crueltat infantil, amb històries com "La niña fea" i "El hijo de la lavandera", on els nens són víctimes de la discriminació i la violència per part d'altres nens. Un altre tema recurrent és la pèrdua de la innocència, com es mostra a "El niño al que se le murió un amigo" i "La niña que no estaba en ninguna parte", on les joguines dels nens acaben abandonades. Així mateix, es parla de la incomprensió, com a "El escaparate de la pastelería" i "El jorobado", on els adults no aconsegueixen comprendre les necessitats dels nens, i de la importància de la bondat, com a "El niño que era amigo del demonio". A més, es toca la temàtica de la imaginació i el seu conflicte amb la realitat, que de vegades porta a la mort d'aquests joves.

## Censura
L'obra "Los niños tontos" és una novel·la d'Ana María Matute publicada per primera vegada el 1956. L'obra ha estat objecte de censura i prohibició en diversos països a causa de la seva temàtica i contingut considerats polèmics per a l'època.
La novel·la va ser censurada a Espanya durant el franquisme, i va enfrontar censura en altres països, com Argentina i Mèxic, durant els anys 60 i 70, a causa del seu contingut considerat eròtic i a la seva descripció de les tensions socials i polítiques de l'època. L'obra va ser prohibida en alguns casos i en altres es va limitar la seva distribució o es van eliminar alguns fragments considerats inapropiats.

### Censura a Espanya
La novel·la "Los niños tontos" d'Ana María Matute va ser censurada a Espanya durant la dictadura franquista, des de la seva publicació el 1956 fins a la mort de Franco el 1975. Durant aquest període, la censura es va centrar en la majoria de les obres que es consideraven contràries als valors i principis del règim, especialment aquelles que qüestionaven la seva autoritat o criticaven les seves polítiques.
En el cas de "Los niños tontos", l'obra va ser considerada inadequada pel seu contingut eròtic i per la seva descripció de la pobresa, la marginalitat i la injustícia social, que es consideraven contraris a la imatge idealitzada que el règim volia projectar del país. En conseqüència, la novel·la va ser objecte de diverses censures i prohibicions, que van incloure l'eliminació d'alguns fragments considerats ofensius o contraris a la moral del règim.
Entre els fragments censurats es troben alguns diàlegs en què els personatges utilitzen un llenguatge considerat vulgar, així com descripcions d'escenes eròtiques i de l'exploració de la sexualitat per part dels personatges adolescents. També es van eliminar alguns fragments que feien referència a la repressió i la violència exercida pel règim, així com a l'opressió i el patiment dels personatges més marginats i vulnerables.

## Històries
"Los niños tontos" són els protagonistes de cadascun dels 21 contes. Es caracteritzen per ser nens solitaris, misteriosos, els quals viuen al seu propi món, i a més mai creixen. Cap dels nens té un nom, ja que l'escriptora s'hi refereix només com a nens tontos.
- La niña fea ("La noia lletja")
- El niño que era amigo del demonio ("El nen que era amic del diable")
- Pols de carbó
- El negrito de los ojos azules ("El nen negre d'ulls blaus")
- El año que no llegó ("L'any que no va arribar")
- El incendio ("El foc")
- El hijo de la lavandera ("El fill de la rentadora")
- El árbol ("L'arbre")
- El nen que va trobar un violí en un granero ("El nen que va trobar un violí en un graner")
- El escaparate de la pastelería ("The Cake Shop Window")
- El otro niño ("L'altre noi")
- La niña que no estaba en ninguna parte ("La noia que no estava enlloc")
- El tiovivo ("El carrusel")
- El niño que no sabía jugar ("El nen que no sabia jugar")
- El corderito pascual ("L'anyell de Pasqua")
- El niño del cazador ("El nen del caçador")
- La sed y el niño ("La set i el nen")
- El niño al que se li va morir el amigo ("The Boy Whose Friend Died")
- El jorobado ("El geperut")
- El niño de los hornos ("El nen dels forns")
- Mar ("Mar")

## Temes i característiques
Tot i que cada història té una trama diferent, el seu fil conductor rau en la manera com reflecteixen la realitat fosca i cruel que envolta els nens protagonistes. El tema dominant és la mort, que apareix en dotze dels contes. Els altres nou tenen finals igualment tràgics en què preval la infelicitat.
En els contes destaquen els següents temes:
- Crueltat infantil. Apareix a "El hijo de la lavandera" i "La niña fea", on els nens són objectiu d'insults, violència i discriminació per part dels seus companys. A "El niño que no sabía jugar" és el protagonista qui dispensa violència, arrancant els caps de diversos animals.
- La pèrdua de la innocència . "El niño al que se le murió el amigo" i "La niña que no estaba en ninguna parte" són els únics contes en què els nens arriben a l'edat adulta. . En el primer, les joguines que simbolitzen la infància acaben llençant-se a un pou, i en el segon s'amunteguen en un armari. En aquestes dues històries, els nens tracen el seu propi curs cap a l'edat adulta. En canvi, a "El corderito pascual" és el món adult que xoca amb la innocència infantil quan el pare cuina el millor amic del seu fill, un xai.
- Incomprensió. Present a "El escaparate de la pastelería" i "El jorobado". En el primer, els adults no entenen que les necessitats del nen van més enllà de tenir menjar per menjar, i prefereix morir abans que viure sense amor i cura familiar. A "El jorobado", la incomprensió és per part del pare, que manté el seu fill amagat per la seva deformitat física en lloc de permetre-li socialitzar amb altres persones.
- Imaginació. Apareix a "El árbol", "Polvo de carbón" i "Mar", en què la imaginació dels nens entra en conflicte amb la realitat, fins i tot provocant la seva mort. A "Polvo de carbó" i "Mar", una noia i un nen intenten perseguir les seves fantasies (una venedora de carbó que intenta rentar-se amb la lluna, i un nen que busca el so del mar, respectivament) que fa que tots dos s'acabin ofegant.
- Bondat. A "El niño que era amigo del demonio", el protagonista accepta l'amistat del diable perquè se'n compadeix, tot i que el motiu més egoista que expressa al final és la possibilitat. d'ascens al cel en lloc de quedar atrapat a l'infern després de la mort.